# Curuba

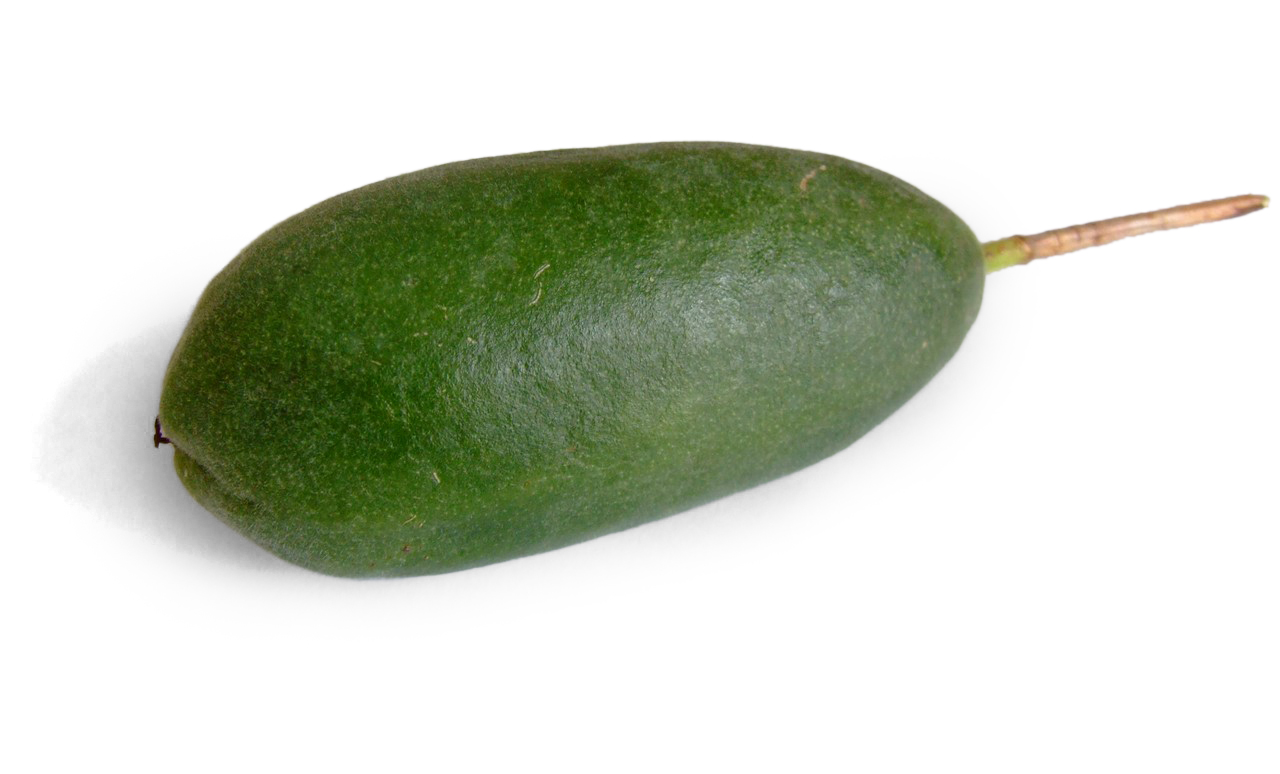
Plod curuba

Curuba je exotické ovoce z mučenky Passiflora tarminiana, vyskytující se v tropické Jižní Americe, konkrétně v Andách. Dnes se již díky cestování rozšířila i do Evropy, kde jí vyhovuje spíše prostředí skleníků. Jedná se o malé aromatické ovoce, které má tenkou slupku a růžovo-oranžovou rosolovitou dřeň s velkým počtem drobných jader, která se dají konzumovat. Jeho chuť je jemně nakyslá.

## Nutriční hodnoty
Obsahuje vitaminy A, C, B1 a B2, niacin a riboflavin.

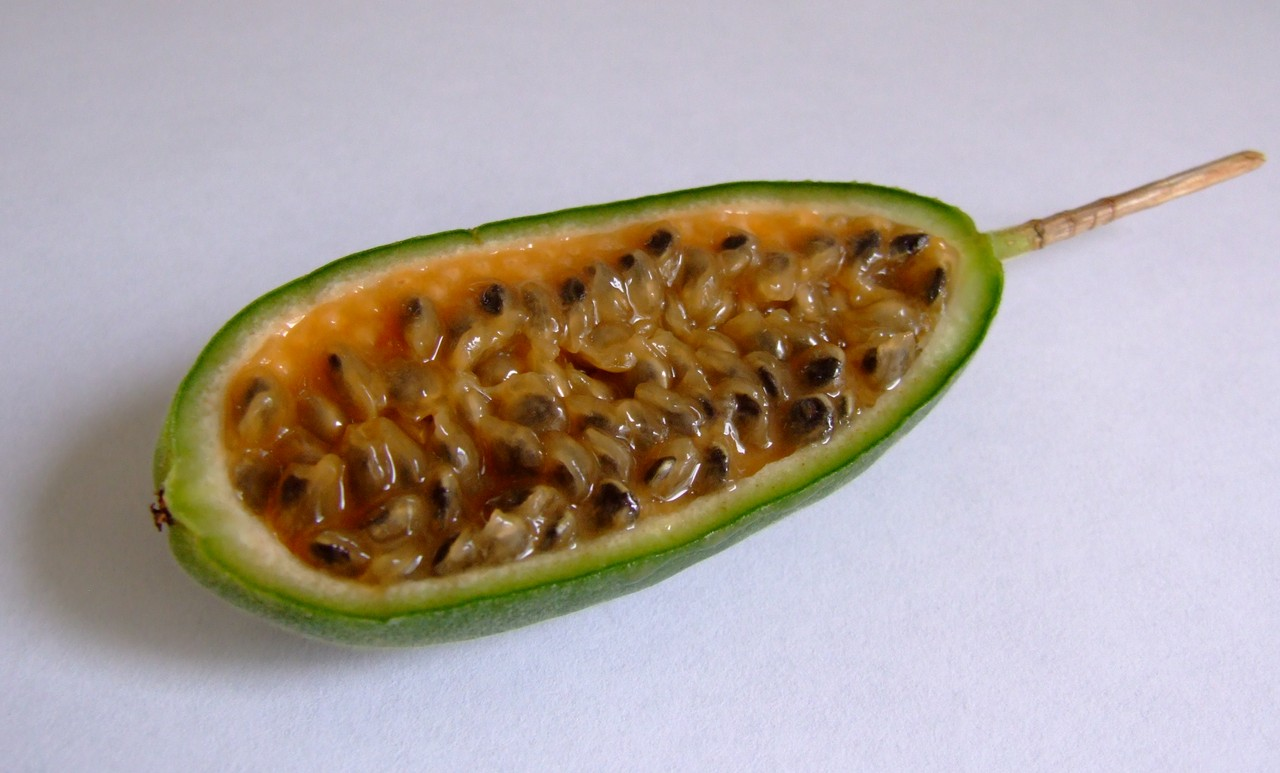
Rozpůlený plod